# Kwazi-elastyczne rozpraszanie neutronów
Kwazi-elastyczne rozpraszanie neutronów – metoda rozpraszania neutronów pozwalająca badać stochastyczne ruchy molekularne w fazach skondensowanych materii.
Metoda niespójnego kwazi-elastycznego rozpraszania neutronów zimnych i termicznych (quasi-elastic neutron scattering, QENS) pozwala badać przypadkowe ruchy translacyjne i rotacyjne (reorientacje) pojedynczych atomów, molekuł lub grup molekularnych. Metoda pozwala uzyskiwać informacje zarówno o prędkości, jak i geometrii badanego ruchu.
Przekrój czynny w przypadku QENS jest proporcjonalny do tak zwanego prawa rozpraszania {\displaystyle S({\vec {\kappa }},\omega ),} gdzie {\displaystyle \hbar {\vec {\kappa }}} oznacza pęd, a {\displaystyle \hbar \omega } energię przekazaną przez neutron jądru atomu, na którym się rozproszył. Wszystkie informacje fizyczne o dynamice molekuł w badanej substancji zawarte są w prawie rozpraszania. Prawo rozpraszania jest transformatą Fouriera funkcji autokorelacji {\displaystyle G({\vec {r}},t),} opisującej gęstość prawdopodobieństwa znalezienia atomu w chwili {\displaystyle t} w punkcie {\displaystyle {\vec {r}}(t),} jeśli ten sam atom był w chwili {\displaystyle t=0} w punkcie {\displaystyle {\vec {r}}(0).} Nazwa metody pochodzi stąd, że w jej przypadku widmo neutronów rozproszonych zawiera jedno maksimum dla zerowego przekazu energii (maksimum elastyczne). Maksimum to w przypadku występowania w badanej substancji szybkich ruchów stochastycznych jest poszerzone.
Prawo rozpraszania w przypadku ruchów translacyjnych zawiera jedynie składową kwazi-elastyczną, to znaczy całe maksimum odpowiadające neutronom rozproszonym elastycznie jest poszerzone. Zwykle poszerzenie to można opisać funkcją Lorentza {\displaystyle L(\omega )={\frac {1}{\pi }}{\frac {\Gamma }{\Gamma ^{2}+\omega ^{2}}},} której szerokość połówkowa {\displaystyle \Gamma } jest odwrotnie proporcjonalna do prędkości badanego ruchu translacyjnego. Z zależności {\displaystyle \Gamma ({\vec {\kappa }})} uzyskuje się informacje na temat geometrii badanego ruchu, np. można stwierdzić czy dany atom wykonuje ruchy typu dyfuzji translacyjnej czy przeskoki o skończonej długości.
Dla ruchów rotacyjnych prawo rozpraszania oprócz składowej kwazi-elastycznej, będącej zazwyczaj kombinacją liniową funkcji Lorentza, zawiera również składową elastyczną opisaną deltą Diraca {\displaystyle \delta (\omega ){:}}
{\displaystyle S({\vec {\kappa }},\omega )=\operatorname {EISF} \delta (\omega )+(1-\operatorname {EISF} )\sum \limits _{i}a_{i}L_{i}(\omega ).}
Również w tym przypadku szerokość połówkowa składowej kwazi-elastycznej związana jest z prędkością badanej reorientacji, a z zależności tak zwanego elastycznego niespójnego czynnika kształtu EISF (elastic incoherent structure factor) od przekazu pędu można uzyskać informacje o geometrii ruchu.